# يو إف سي في 1994
كان عام 1994 هو العام الثاني في تاريخ بطولة القتال النهائي (يو إف سي)، وهي عبارة عن ترويج لفنون القتال المختلطة مقره الولايات المتحدة. في عام 1994، عقدت يو إف سي 3 أحداث بدءاً من يو إف سي 2.

## قائمة الأحداث
| #   | الحدث                        | التاريخ        | المكان               | الموقع                                       | الحضور |
| --- | ---------------------------- | -------------- | -------------------- | -------------------------------------------- | ------ |
| 004 | يو إف سي 4: انتقام المحاربين | 16 ديسمبر 1994 | إكسبو سكوير بافيليون | تولسا، أوكلاهوما، الولايات المتحدة           | 5٬857  |
| 003 | يو إف سي 3: الحلم الأمريكي   | 9 سبتمبر 1994  | مركز جرادي كول       | شارلوت، كارولاينا الشمالية، الولايات المتحدة | 3,000  |
| 002 | يو إف سي 2: لا مفر           | 11 مارس 1994   | حدائق الماموث        | دنفر، كولورادو، الولايات المتحدة             | 2٬000  |